# Hôtel Pamard
L’Hôtel Pamard, ancien hôtel de Vervins, est un bâtiment à Avignon, dans le département de Vaucluse.

## Histoire
À l'emplacement de l'hôtel se trouvait une livrée cardinalice. Son premier occupant a été Arnaud de Pellegrue, probablement un neveu du pape Clément V. Son dernier occupant a été Hugues de Saint-Martial. La livrée a ensuite appartenu à la famille Faret, des marchands de drap, puis à André Bornichet, un autre marchand drapier.
La livrée est vendue en 1653 à Claude de Vervins, avocat. Elle appartient ensuite à Pierre de Vervins, auditeur ou avocat général de la Légation d'Avignon. C'était le plus haut dignitaire de la légation après le vice-légat. En 1687, il a donné le prix-fait pour la construction de l'hôtel actuel aux maçons Pierre Thibaud et J.-P. Escoffier, sur les plans de Pierre II Mignard.
L'hôtel a été acheté par Jean-Baptiste Pamard en 1796.
La famille Stein a acheté l'hôtel en 1987 pour le transformer en hôtel de luxe. Cette transformation a été faite sous la direction de Martin Stein, avec l'architecte avignonnais Gilles Grégoire et le décorateur parisien François-Joseph Graf.
L'hôtel de luxe a pris le nom de la place. Ce nom rappelle celui de la salle d'apparat aménagé en 1518 dans le palais des légats : La Miranda.

## Description
La façade sur la place de l'Amirande est de grand caractère avec des chaînes de refends aux angles, une porte dans un avant-corps central encadré par des refends, des fenêtres cintrées au rez-de-chaussée, rectangulaires au premier étage surmontées de médaillons encadrés de palmes. La fenêtre centrale du premier étage est surmontée d'une tête d'Apollon.
On trouve à l'intérieur une grande salle avec plafond à poutres et solives apparentes.

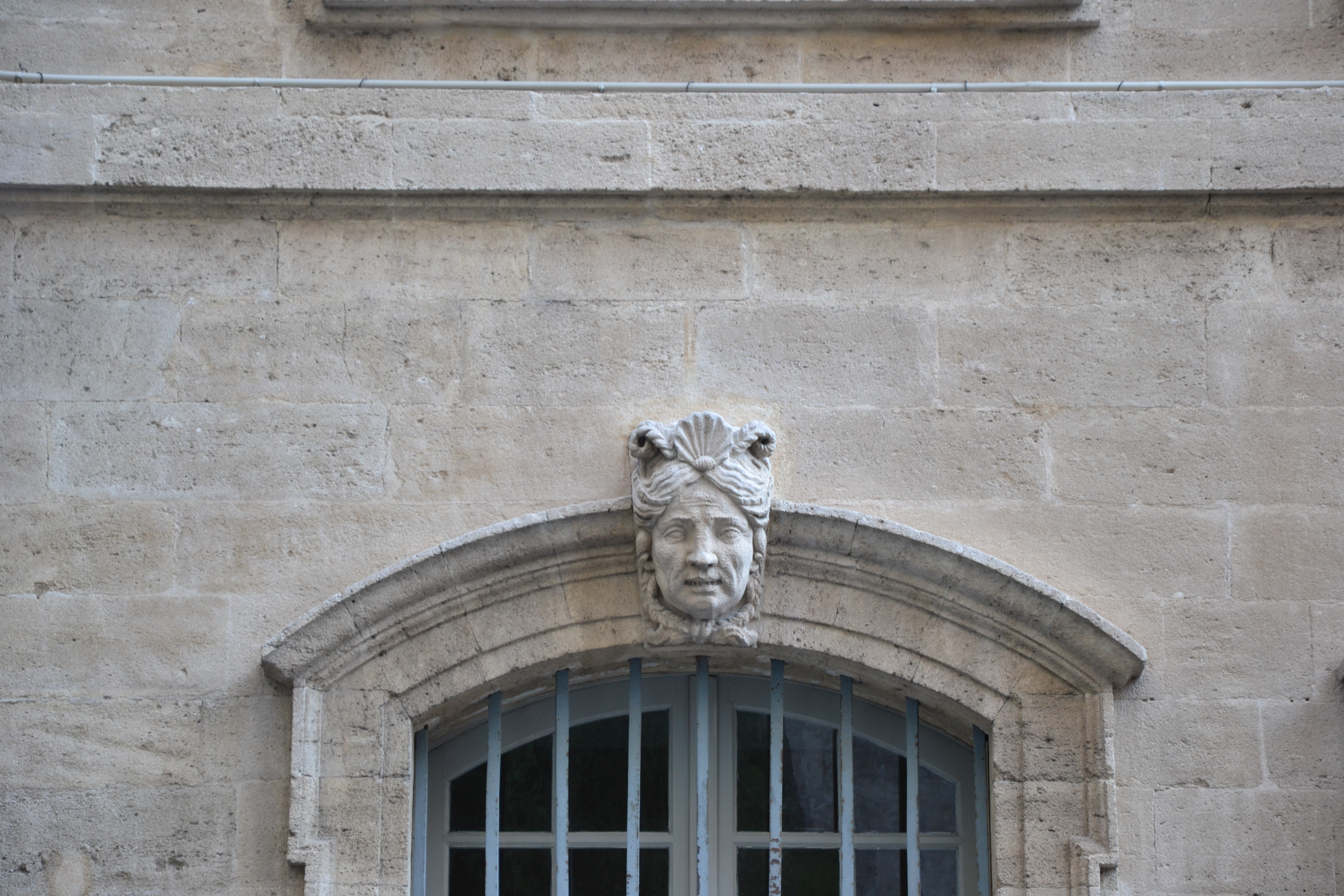
Fenêtre du rez-de-chaussée
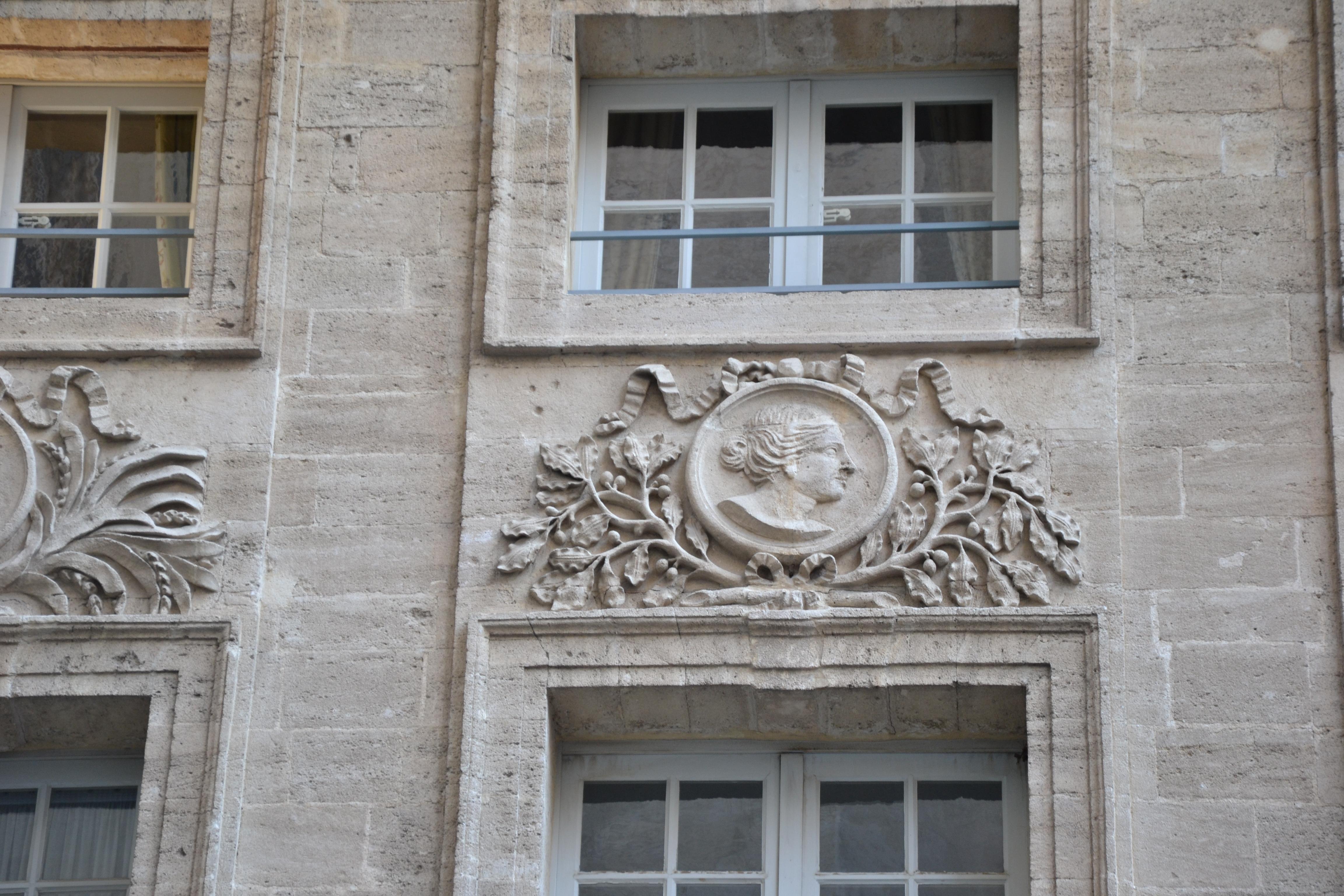
Décor avec médaillon au-dessus des fenêtres du 1er étage
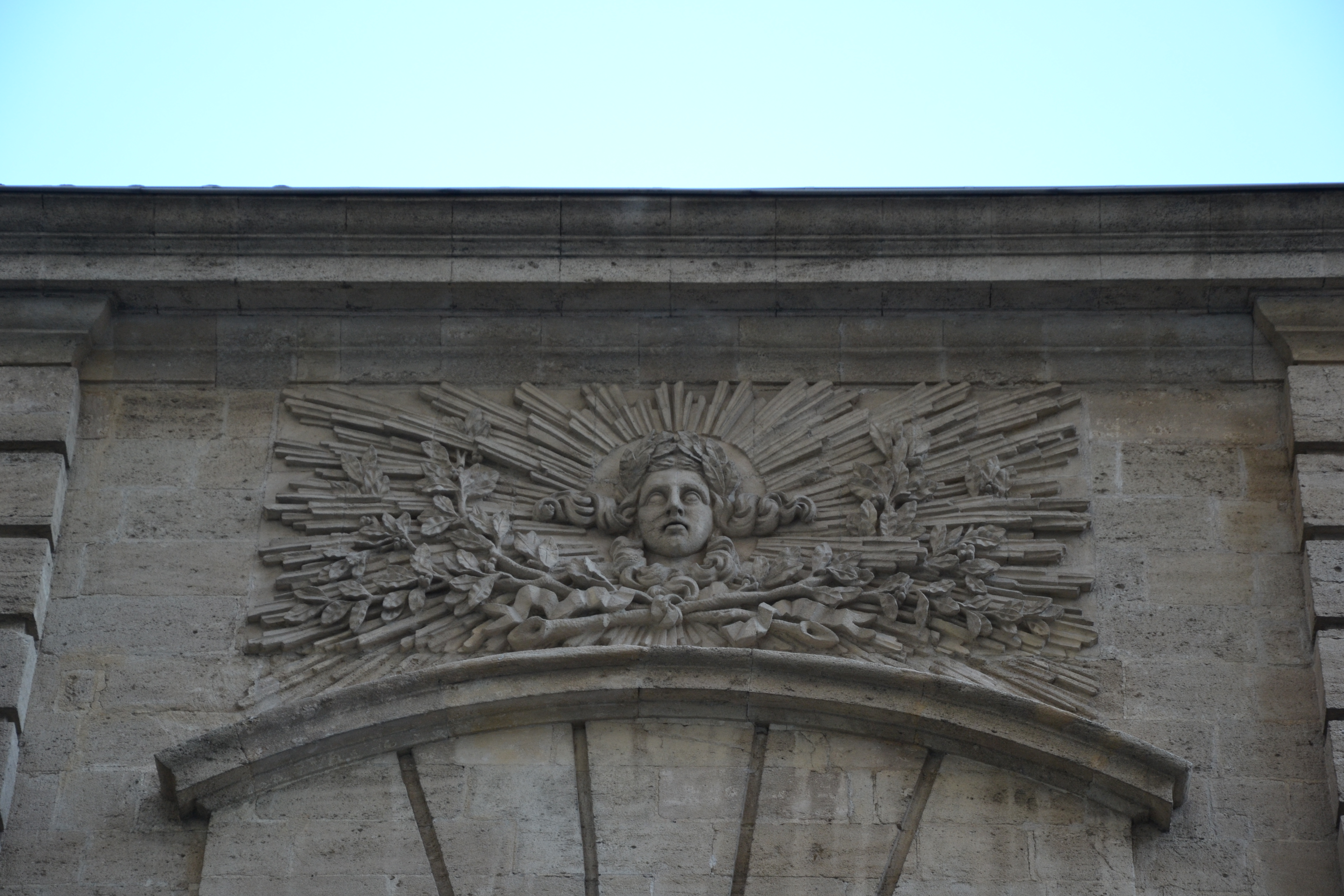
Tête d'Apollon au-dessus de la fenêtre centrale du premier étage

## Protection
L'hôtel est inscrit au titre des monuments historiques le 22 février 1927.